# Blade 2
Blade II (bra: Blade II - O Caçador de Vampiros, ou Blade 2; prt: Blade II, ou Blade 2) é um filme estadunidense de 2002, dirigido por Guillermo del Toro, com roteiro de David S. Goyer baseado no personagem homônimo da Marvel Comics. 

## Sinopse
Blade é chamado para combater uma anomalia genética que surgiu entre os vampiros, ameaçando eliminar tanto sua espécie quanto a humanidade.

## Elenco
- Wesley Snipes - Blade/Eric Brooks
- Kris Kristofferson - Abraham Whistler
- Thomas Kretschmann - Elis Damaskinos
- Norman Reedus - Scud
- Leonor Varela - Nyssa Damaskinos
- Ron Perlman - Reinhardt
- Luke Goss - Jared Nomak
- Daz Crawford - Lighthammer
- Marit Velle Kil - Verlaine
- Matt Schulze - Chupa
- Donnie Yen - Asad
- Karel Roden - Kounen
- Tony Curran - Padre

## Produção
O filme foi gravado nos Estúdios Barrandov, em Praga e em Londres.